# Lac Opémisca
Pour les articles homonymes, voir Opémisca.
Le lac Opémisca constitue un plan d'eau douce du territoire de Eeyou Istchee Baie-James, en Jamésie, dans la région administrative du Nord-du-Québec, dans la province de Québec, au Canada. La surface du lac s’étend dans les cantons de Cuvier, de Lévy, Daubrée et d'Opémisca.
La foresterie constitue la principale activité économique du secteur. Les activités récréotouristiques arrivent en second. Les activités récréotouristiques, surtout la navigation de plaisance et la villégiateur sont populaires, notamment à cause de la proximité du village de Chapais, situé au Sud. Plusieurs chalets et un terrain de camping avec plage sont aménagés sur les rives de la baie Ouest.
Le bassin versant du lac Opémisca est accessible du côté Est par une route forestière venant du Sud et du côté Ouest par une route secondaire desservant le hameau de la Baie de l’Ouest ; ces deux routes secondaires se détachent de la route 113 laquelle passe dans le sens Est-Ouest au Sud du lac.
La surface du lac Opémisca est habituellement gelée du début novembre à la mi-mai, toutefois la circulation sécuritaire sur la glace se fait généralement de la mi-novembre à la mi-avril.

## Géographie
Le lac Opémisca est alimenté du côté Est par la rivière Chibougamau qui traverse les « Rapides Entre les Îles » où un pont est aménagé pour la route forestière menant vers le Nord. Cette dernière dessert le côté Nord-Ouest du « Lac du Sauvage » et le côté Nord des lacs Opémisca et Michwacho. Ce lac est aussi alimenté du côté Nord par la rivière Opémisca et le ruisseau Leclerc ; du côté Sud, par le ruisseau Springer et le ruisseau Daubrée.
Ce lac constitue un élargissement de la rivière Chibougamau (affluent de la rivière Waswanipi). 
Le lac Opémisca comporte une longueur de 22,3 km, une largeur maximale de 14,3 km et une altitude de 358 m. Les contours très irréguliers de ce lac totalisent 148 km.
D’une configuration complexe, le « lac Opémisca » se divise en trois parties dont chacune comporte de nombreuses baies et presqu’îles. La plupart des îles sont dans la partie Nord-Ouest du lac ; la plus importante étant « La Grosse Île » (longueur : 4,2 km) qui chevauche les cantons d’Opémisca et de Cuvier.
Le village Cri de Oujé-Bougoumou est situé sur la rive Nord du lac Opémisca. Ce hameau est à 16,3 km (en ligne droite) au Nord du village de Chapais. Le sommet du mout Opémisca (541 m) est situé à 4,8 km au Nord-Ouest du village de Oujé-Bougoumou et à 1,2 km au Nord-Est de la partie Nord-Ouest du lac. Plusieurs zones de marais entourent le lac Opémisca, particulièrement du côté Nord. 
Le lac Opémisca est situé à 31,3 km à l’Ouest du lac Chibougamau et il est relié du côté Ouest par le « passage de l’Est » (longueur : 3,5 km) au lac Michwacho. L'embouchure du lac Opémisca est située à :
- 7,2 km au Sud-Est de l’embouchure du lac Michwacho ;
- 61,1 km au Sud-Ouest du centre-ville de Chibougamau ;
- 14,2 km au Nord-Est du centre du village de Chapais ;
- 61,6 km au Nord-Est de l’embouchure de la rivière Obatogamau (confluence avec la rivière Opawica) ;
- 131,3 km au Nord-Est de l’embouchure du Lac au Goéland (rivière Waswanipi) ;
- 332 km au Sud-Est de l’embouchure de la rivière Nottaway[1].

Les principaux bassins versants voisins du « lac Opémisca » sont :
- côté Nord : rivière Opémisca, rivière Chibougamau, rivière Brock (rivière Chibougamau), ruisseau Crinkle ;
- côté Est : lac Barlow, lac Scott, rivière Obatogamau ;
- côté Sud : ruisseau Pringer, rivière Obatogamau, lac de la Presqu'île (Nord-du-Québec) ;
- côté Ouest : lac Michwacho, ruisseau Déception, rivière Chibougamau.

À partir de l’embouchure du lac Opémisca, le courant descend la rivière Chibougamau sur km vers le Sud-Ouest jusqu’à sa confluence avec la rivière Waswanipi. Cette dernière coule généralement vers l’Ouest en traversant notamment le lac Waswanipi et le lac au Goéland (rivière Waswanipi).

## Toponymie
Le "Fifth Report of the Geographic Board of Canada 1904", publié à Ottawa en 1905, signale en page 46 : « Opamiska. See Opemiska. Opemiska; lake, west of Chibougamau lake, Abitibi district, Que. » Le rapport de la "Commission géographie du Canada" de 1911 désigne ce plan d'eau "Opémisca". Cette désignation toponymique s'applique également à la montagne (élévation : 541 m) située au nord du lac. Selon une information obtenue du conseil de bande local, il s'agirait d'un mot cri signifiant « difficile à avironner ». En langue innue, le nom Opémisca, qu'on retrouve aussi orthographié Opamiska, signifierait « il est un peu élevé ».
Par ailleurs, le terme algonquin "pamiska" signifie plutôt un "lieu où les bords du lac sont parsemés d'herbes aquatiques" ; le secteur Nord avoisinant le lac est effectivement marécageux.
Ce lac a été également connu dans le passé sous le nom de Lac à la Grève Sablonneuse, variante sans doute inspirée de la relation faite par Henry O'Sullivan en 1901 de son expédition dans la région. L'explorateur propose en effet la traduction de Sandy Beach Lake pour le lac qu'il présente sous la forme de Lake Opamiska. Toutes les interprétations réfèrent à la faible profondeur du lac ce qui est effectivement le cas.
Le toponyme "lac Opémisca" a été officialisé le 5 décembre 1968 par la Commission de toponymie du Québec lors de sa création.

## Tourisme
- Festival du Doré Baie-James. Il s'agît du plus gros tournoi de pêche au Québec, qui se tient au lac Opémiska chaque été depuis 1999[3].

- Camping Opémiska, lieu de villégiature à proximité de la ville de Chapais.

## Divers
Le gin boréal Opémiska, produit par le duo 2Frères et la distillerie Cherry River, tire son nom du lac Opémisca.